# Pócsa
Pócsa é um município da Hungria, situado no condado de Baranya. Tem 8,05 km² de área e sua população em 2019 foi estimada em 149 habitantes.